# William J. Vila
William J. Vila (Brooklyn, 29 giugno 1964) è un attore statunitense.
Attivo in televisione, ha recitato in diverse serie televisive, tra cui Law & Order - I due volti della giustizia e Rescue Me.
Al cinema, ha debuttato nel 2006 nel film Natale a New York in cui interpreta il tassista.

## Filmografia

### Cinema
- Natale a New York, regia di Neri Parenti (2006)

### Televisione
- Law & Order - I due volti della giustizia (1 episodio, 2006)
- Love Monkey (1 episodio, 2006)
- Rescue Me (3 episodi, 2006)
- Louie (1 episodio, 2014)